# Corneilla-del-Vercol
Corneilla-del-Vercol (em catalão:  Cornellà del Bèrcol) é uma comuna francesa na região administrativa da Occitânia, no departamento dos Pirenéus Orientais. Estende-se por uma área de 5.43 km², e possui 2.320 habitantes, segundo o censo de 2018, com uma densidade de 430 hab/km².